# Miklós Kontra
Miklós Kontra (ur. 12 października 1950 w Budapeszcie) – węgierski językoznawca.
Do jego zainteresowań naukowych należą: wariacyjność języka węgierskiego, językoznawstwo edukacyjne, językowe prawa człowieka.
W latach 1969–1974 studiował języki angielski i rosyjski na Uniwersytecie Lajosa-Kossutha w Debreczynie. W 1978 roku obronił doktorat z lingwistyki na Uniwersytecie Loránda Eötvösa w Budapeszcie. W 1987 roku ukończył staż badawczy w Węgierskiej Akademii Nauk. W okresie 1991–2015 piastował stanowisko profesora na Uniwersytecie Segedyńskim. Obecnie (2020) jest zatrudniony na Uniwersytecie Gáspára Károliego.

## Wybrana twórczość
- English Only’s Cousin: Slovak Only („Acta Linguistica Hungarica” 43 (1995/1996): 345–372)[5]
- Disinformation on English in Hungary („World Englishes” 20(2001): 113–114)[5]
- Sustainable Linguicism ([w:] Frans Hinskens, red., Language Variation – European Perspectives, 97–126. Amsterdam–Filadelfia: John Benjamins, 2006)[5]
- Afterword: Disendangering Languages ([w:] Laakso, Johanna; Anneli Sarhimaa; Sia Spiliopoulou Åkermark and Reetta Toivanen: Towards Openly Multilingual Policies and Practices: Assessing Minority Language Maintenance Across Europe, 217–233. Bristol–Buffalo–Toronto: Multilingual Matters, 2016), (współautorstwo)[5]
- Language Subordination on a National Scale: Examining the Linguistic Discrimination of Hungarians by Hungarians, [w:] Betsy E. Evans, Erica J. Benson, James N. Stanford (red.), Language Regard, Cambridge: Cambridge University Press, 2018, s. 118–131, DOI: 10.1017/9781316678381.007, ISBN 978-1-107-16280-8, ISBN 978-1-316-67838-1 (ang.).